# OXGR1
OXGR1 (англ. Oxoglutarate receptor 1) – білок, який кодується однойменним геном, розташованим у людей на короткому плечі 13-ї хромосоми. Довжина поліпептидного ланцюга білка становить 337 амінокислот, а молекулярна маса — 38 251.
| 10         |  | 20         |  | 30         |  | 40         |  | 50         |
| ---------- |  | ---------- |  | ---------- |  | ---------- |  | ---------- |
| MNEPLDYLAN |  | ASDFPDYAAA |  | FGNCTDENIP |  | LKMHYLPVIY |  | GIIFLVGFPG |
| NAVVISTYIF |  | KMRPWKSSTI |  | IMLNLACTDL |  | LYLTSLPFLI |  | HYYASGENWI |
| FGDFMCKFIR |  | FSFHFNLYSS |  | ILFLTCFSIF |  | RYCVIIHPMS |  | CFSIHKTRCA |
| VVACAVVWII |  | SLVAVIPMTF |  | LITSTNRTNR |  | SACLDLTSSD |  | ELNTIKWYNL |
| ILTATTFCLP |  | LVIVTLCYTT |  | IIHTLTHGLQ |  | TDSCLKQKAR |  | RLTILLLLAF |
| YVCFLPFHIL |  | RVIRIESRLL |  | SISCSIENQI |  | HEAYIVSRPL |  | AALNTFGNLL |
| LYVVVSDNFQ |  | QAVCSTVRCK |  | VSGNLEQAKK |  | ISYSNNP    |  |            |

A: Аланін

C: Цистеїн

D: Аспарагінова кислота

E: Глутамінова кислота

F: Фенілаланін

G: Гліцин

H: Гістидин

I: Ізолейцин

K: Лізин

L: Лейцин

M: Метіонін

N: Аспарагін

P: Пролін

Q: Глутамін

R: Аргінін

S: Серин

T: Треонін

V: Валін

W: Триптофан

Кодований геном білок за функціями належить до рецепторів, g-білокспряжених рецепторів, білків внутрішньоклітинного сигналінгу. 
Локалізований у клітинній мембрані, мембрані.